# Max Auerbach (Zoologe)
Max Auerbach (* 26. Januar 1879 in Elberfeld; † 21. November 1968 in Karlsruhe) war ein deutscher Biologe, Zoologe, Naturwissenschaftler und Limnologe. Er war Direktor der Badischen Landessammlungen für Naturkunde Karlsruhe.

## Leben
Nach dem Schulbesuch in Elberfeld und Mannheim ging er 1894 an das Gymnasium in Basel in der Schweiz. Nach dem Abitur studierte Max Auerbach von 1897 bis 1902 Medizin und Zoologie an der Universität Basel. Dort promovierte er 1902 in Zoologie. Noch im selben Jahr ging er wieder in das Deutsche Reich zurück, wo er Assistent des Großherzoglichen Naturalienkabinettes in Karlsruhe wurde. Zwei Jahre später wurde er dort zum Kustos ernannt und habilitierte an der Technischen Hochschule Karlsruhe. 1913 wurde er Leiter der Zoologisch-Botanischen Abteilung des Naturalienkabinettes und, nachdem das Naturalienkabinett in „Badische Landessammlungen für Naturkunde“ umbenannt wurde, im Jahre 1918 Direktor der Zoologisch-Botanischen Abteilung. Im folgenden Jahr war er maßgeblich beteiligt an der Gründung der Anstalt für Bodenseeforschung der Stadt Konstanz, die später nach ihm benannt und im Jahr 1970 mit dem Institut für Seenforschung und Seenbewirtschaftung in Langenargen zusammengelegt wurde (heute das Institut für Seenforschung in Langenargen). Von 1934 bis 1945 war Max Auerbach Direktor der Badischen Landessammlungen für Naturkunde und war gleichzeitig seit 1932 Vorsitzender des Naturwissenschaftlichen Vereins Karlsruhe. 1942 musste er eine Zerstörung eines Großteils der Sammlungen durch einen Bombenangriff im Zweiten Weltkrieg erleben.
Daneben wurde Max Auerbach im Jahre 1910 außerordentlicher Professor für Zoologie an der Technischen Hochschule Karlsruhe und war als solcher dort bis 1934 tätig. 1926 wurde er zusätzlich Lehrbeauftragter für Anatomie an der Hochschule der Bildenden Künste Karlsruhe.

## Ehrungen
- 1959 Bundesverdienstkreuz
- Im Naturkundemuseum in Karlsruhe gibt es heute den Max-Auerbach-Vortragsaal.[2]